# عدنان فرزات
عدنان فرزات (1964 في دير الزور، سوريا- 27 سبتمبر 2020 في مدينة الكويت، الكويت) إعلامي وروائي سوري.
كان مسؤول المركز الإعلامي في مؤسسة جائزة عبد العزيز سعود البابطين الثقافية ومدير قناة البابطين الثقافية التلفزيونية، وسكرتير تحرير مجلة البيان الصادرة عن رابطة الأدباء الكويتيين
كاتب في صحيفة القبس الكويتية، وكتب في صحف عديدة مثل الشرق الأوسط الدولية وسابقاً في الجزيرة السعودية والعرب اليوم الأردنية، والخبر الجزائرية..وغيرها.
- حاز فلم وثائقي له شارك به مع تلفزيون دولة الكويت على الجائزة الذهبية الأولى في مهرجان الإذاعة والتفلزيون في تونس عام 2015 والفلم بعنوان «ما ينهز الفنجان».[6]
- حائز على العديد من شهادات التقدير .